# Eugenia galalonensis
Eugenia galalonensis là một loài thực vật có hoa trong Họ Đào kim nương. Loài này được (C.Wright ex Griseb.) Krug & Urb. mô tả khoa học đầu tiên năm 1895.